# La Sila
La Sila (en calabrés Sila) es una meseta montañosa y una comarca histórica de la zona septentrional de la región italiana de Calabria. Se extiende a lo largo de 150.000 hectáreas, por las provincias de Catanzaro, Crotona y Cosenza. Se divide, de norte a sur, en Sila Greca, Sila Grande y Sila Piccola, esto es "Sila griega", "Sila grande" y "Sila pequeña". Los picos más altos son el monte Botte Donato (1.928 m s. n. m.) en Sila Grande, y el Monte Gariglione (1.765 m) en Sila Piccola. 

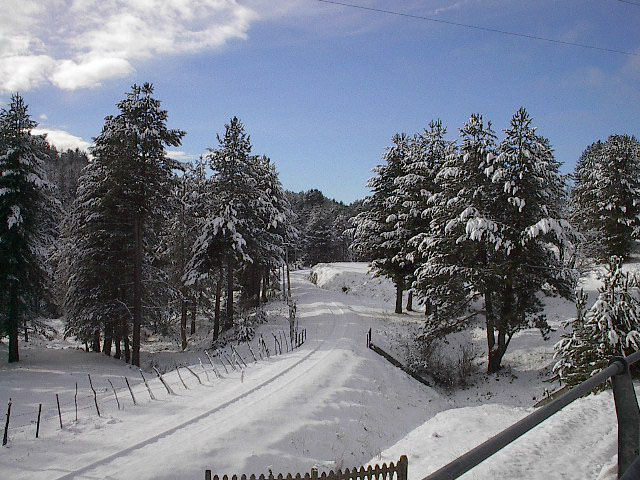
Parque nacional de La Sila, en invierno, en los alrededores de Camigliatello.

Aquí se encuentra el parque nacional más antiguo de Calabria, ya que parte de su territorio estaba en el histórico parque nacional de Calabria (1968), actualmente integrado en el Parque nacional de la Sila desde el año 2002.

## Historia
Los primeros habitantes conocidos de la meseta de La Sila fueron los brucios, una antigua tribu de pastores y granjeros. Después de la destrucción de Síbaris en el año 510 a. C., los romanos comenzaron a extender su esfera de influencia sobre Calabria, incluida La Sila. Más tarde fue ocupada por los ostrogodos, los bizantinos y, desde el siglo XI, los italo-normandos. Estos últimos favorecieron la creación de varios monasterios, como el de Matina de San Marco Argentano, el Sambucina en Luzzi y la abadía de Florense en San Giovanni in Fiore, fundada por Joaquín de Fiore.
En 1448-1535 inmigrantes de Albania se asentaron en la zona que da al mar Jónico, creando la llamada comunidad de La Sila griega. Actualmente los municipios en La Sila en que se conserva el idioma albanés son 30.
Después de la anexión al reino de Italia (a finales del siglo XIX), La Sila se convirtió en una base de bandidaje. Nuevas rutas se abrieron para reducir el aislamiento de los centros montañosos, que era dramático especialmente en el invierno: estas incluyeron la carretera Paola-Cosenza-Crotona, y las vías férreas de montaña como la vía estrecha Cosenza-Camigliatello Silano-San Giovanni in Fiore (actualmente ya no opera con regularidad, y solo para excursiones especiales turísticas), operada por el Ferrovie Calabro Lucane, y el ferrocarril de cremallera Paola-Cosenza, operdo por Ferrovie dello Stato.
Hoy varios centros, como Camigliatello y Palumbo Sila, se están convirtiendo en centros turísticos.